# Fani Chalkia
Faní Chalkiá (griechisch Φανή Χαλκιά, auch Faní Halkiá [faˈni xalˈca]; * 2. Februar 1979 in Larisa) ist eine griechische Hürdenläuferin und Olympiasiegerin im 400-Meter-Hürdenlauf.
Bei den Olympischen Spielen 2004 in Athen siegte sie überraschend vor Ionela Târlea-Manolache (ROM) und Tetjana Tereschtschuk-Antipowa (UKR) mit ihrem persönlichen Rekord von 52,77 Sekunden. Besonderes Aufsehen erregte die Tatsache, dass sie um mehr als dreieinhalb Sekunden schneller war als in der vorherigen Saison.
Nachdem sie in der Saison 2005 verletzungsbedingt aussetzen musste, startete sie bei den Europameisterschaften 2006 in Göteborg als Favoritin, belegte allerdings hinter der Russin Jewgenija Issakowa nur den zweiten Platz. 2007 schied sie bei den Weltmeisterschaften 2007 in Osaka im Halbfinale aus.
Im 400-Meter-Lauf wurde sie bei den Hallenweltmeisterschaften 2004 in Budapest Sechste und beim Weltcup 2006 Sechste.
Während der Olympischen Spiele 2008 in Peking wurde sie des Dopings überführt. Ein am 10. August im Trainingslager von Fukui kurz vor Beginn der Spiele bei ihr durchgeführter Urinprobe wies das verbotene anabole Steroid Methyltrienolon auf. Nachdem die B-Probe das Ergebnis bestätigte, wurde die Athletin von den Spielen ausgeschlossen und für zwei Jahre bis September 2010 gesperrt.
Faní Chalkiá hatte bei einer Größe von 1,75 m ein Wettkampfgewicht von 64 kg.

## Persönliche Bestzeiten
- 400 m – 50,56 Sekunden
- 400 m Hürden – 52,77 Sekunden